# Surely You're Joking, Mr. Feynman!
Surely You're Joking, Mr. Feynman!: Adventures of a Curious Character är en redigerad samling nedskrivna minnen och tankar från nobelpristagaren och fysikern Richard Feynman som släpptes 1985. Uppföljaren i serien heter What Do You Care What Other People Think?
Boken omfattar en rad olika händelser i Feynmans liv. Vissa är lättsinniga i tonen, såsom hans fascination för inbrytning i kassaskåp, för studerandet av olika språk och att träffa människor med olika intressen (t.ex. biologi eller filosofi), samt satsningar i konst och samba musik. Andra täcker allvarligare material, inklusive hans arbete på Manhattanprojektet (då hans första fru Arline Greenbaum dog av tuberkulos) och hans kritik av utbildningssystemet i vetenskap i Brasilien. Avsnittet "Monster Minds" beskriver hans lite nervösa presentation av sitt examensarbete på Wheeler–Feynman absorber teorin framför Albert Einstein, Wolfgang Pauli och andra stora figurer.